# Zuřící býk Homer
Zuřící býk Homer (v anglickém originále The Homer They Fall) je 3. díl 8. řady (celkem 156.) amerického animovaného seriálu Simpsonovi. Scénář napsal Jonathan Collier a díl režíroval Mark Kirkland. V USA měl premiéru dne 10. listopadu 1996 na stanici Fox Broadcasting Company a v Česku byl poprvé vysílán 8. prosince 1998 na stanici ČT1.

## Děj
Simpsonovi navštíví obchod s moderními technologiemi a Bart si koupí vychytaný opasek. Když ho druhý den předvádí ve škole, Dolph, Jimbo a Kearney ho zmlátí a seberou mu ho. Aby získal opasek zpět, konfrontuje Homer jejich otce v hospodě U Vočka; oni jej zmlátí, ale zjistí, že ho nemohou srazit k zemi, ani když mu o hlavu zlomí kulečníkové tágo. 
Poté, co Vočko vidí Homerovu schopnost absorbovat fyzické tresty, navrhne mu, aby se dal na box a nechal Vočka – bývalého boxera –, aby ho vedl a trénoval. Marge trvá na tom, aby Homer nejprve podstoupil kompletní lékařskou prohlídku. Doktor Dlaha zjistí, že vrstva tekutiny kolem Homerova mozku je silnější než obvykle, což mu umožňuje odolávat silným úderům do hlavy. Když zjistí, že Homer je příliš slabý a z formy, než aby mohl způsobit nějaké škody údery pěstí, navrhne mu Vočko, aby nechal své soupeře vyčerpat se snahou ho knokautovat, a pak snadno zvítězil. 
Homer zvítězí ve svých prvních zápasech proti několika bezdomovcům, nakonec se vyšvihne na špičku Springfieldské asociace boxerských tuláků a upoutá pozornost Luciuse Sweeta, Vočkova bývalého boxerského manažera. Lucius řekne Vočkovi, že současný šampion v těžké váze Drederick Tatum má být brzy propuštěn z vězení a chce se vrátit do boje, nejlépe proti Homerovi. Vočko ví, že Tatum je příliš silný a zdatný na to, aby Homera unavil, ale vábení slávy a bohatství ho přiměje se zápasem souhlasit. Slíbí Luciusovi, že Homer vydrží alespoň tři kola. Vočko si Homera rychle získá tím, že předstírá důvěru v jeho bojové schopnosti. 
Homer ignoruje Marginy prosby, aby ze zápasu odstoupil, což média divoce propagují. V noci, kdy se zápas koná, Vočko falešně slíbí Marge, že hodí ručník do ringu, pokud se bude zdát, že je Homer v nebezpečí. Tatumova první rána je dost silná na to, aby Homera značně omráčila, a Marge ho nabádá, aby začal bojovat. Homerův úder zcela mine Tatuma, který ho udeří kladivem do hlavy a chystá se mu zasadit ránu, jež ho buď omráčí, nebo zabije. Těsně předtím, než stihne zasadit úder, přiletí Vočko pomocí vypůjčeného paramotoru a za hlasitého bučení publika Homera vynese z ringu. 
Venku před arénou Marge děkuje Vočkovi za záchranu Homera, zatímco Tatum vyjadřuje úctu Vočkovi, který si cení života svého přítele nade vše. Lucius vynadá Vočkovi, že nedokázal předvést ani jedno kolo boxu, ale přesto mu zaplatí 100 000 dolarů. Vočko posléze odlétá s paramotorem pomáhat lidem po celém světě.

## Produkce
Scénář epizody napsal Jonathan Collier, který je velkým fanouškem boxu. S vědomím, že lidé na internetu by jim „dali co proto“, si autoři dali záležet, aby vysvětlili, jak by Homer mohl bojovat o titul v těžké váze. Mnoho scén, v nichž Homer bojuje s bezdomovci, nadhodil John Swartzwelder. Lucius Sweet je parodií na boxerského promotéra Dona Kinga a namluvil ho Paul Winfield, který hrál Kinga v životopisném filmu HBO Tyson z roku 1995. Ve scénáři byl Sweet popsán jako „typ Dona Kinga, který vypadá a mluví přesně jako Don King“. Na podobnost dokonce upozorňuje Homer větou: „Je přesně tak bohatý a slavný jako Don King – a vypadá taky přesně jako on!“. King byl požádán o hostování, ale roli odmítl. Drederick Tatum je parodií na Mikea Tysona. Jméno pochází od George Meyera, který chodil na střední školu s chlapcem jménem Drederick Timmins, což Meyer považoval za skvělé jméno. To, že Tatum seděl ve vězení, je narážka na skutečnost, že v době natáčení epizody byl Tyson teprve krátce propuštěn z vězení poté, co si odseděl tři roky za znásilnění. Homer je v jednu chvíli nazýván „The Southern Dandy“ jako odkaz na staré boxery a wrestlery, kteří měli podobné přezdívky.
Při přípravě na tuto epizodu Mark Kirkland zhlédl několik boxerských filmů a je spokojen s tím, jak to dopadlo. Při navrhování místností se Kirkland snaží ukazovat holou žárovku, protože má pocit, že to působí depresivněji. Ve scéně ve Vočkově kanceláři je krátký záběr na plakát s reklamou „Szyslak vs. Oakley“ a „Kirkland vs. Silverman“, odkazující na tehdejšího výkonného producenta Billa Oakleyho a režiséry Simpsonových Marka Kirklanda a Davida Silvermana. Scéna, v níž Tatum kráčí k ringu obklopen pochybnými postavami, je založena na skutečné Tysonově fotografii.
Otcové Jimba, Dolpha a Kearneyho se v seriálu objevují poprvé.

## Kulturní odkazy
Epizoda začíná parodií na seriál Bonanza. Montáž, v níž Homer bojuje s různými pobudy, vychází z podobné montáže ve filmu Zuřící býk. Hudba je inspirována „Květinovým duetem“ z opery Lakmé od Léa Delibese. Během montáže se objeví krátká parodie na obraz George Bellowse „Dempsey a Firpo“. „Fan Man“ je založen na Jamesi Millerovi, muži známém tím, že během velkých událostí seskakuje padákem do arén. Homerova hudba při odchodu je „Why Can't We Be Friends?“ od War a Tatumova je „Time 4 Sum Aksion“ od Redmana, kterou použil i Tyson při svém prvním zápase po propuštění z vězení. Píseň, která zazní při závěrečných titulcích, je interpretací písně „People“ od Barbry Streisandové, kterou zpívá Sally Stevensová.

## Přijetí
V původním vysílání skončil díl v týdnu od 4. do 10. listopadu 1996 na 29. místě v žebříčku sledovanosti s ratingem Nielsenu 10,0, což odpovídá přibližně 9,7 milionu domácností. Byl to druhý nejlépe hodnocený pořad na stanici Fox v tomto týdnu, hned po seriálu Akta X.
V reakci na díl 14. řady Bart na volné noze, která je o skateboardingu, Raju Mudhar z deníku Toronto Star vyjmenoval podle něj „vynikající“ epizody Simpsonových a scény týkající se také sportu. Zařadil mezi ně i díl Zuřící býk Homer a napsal, že Drederick Tatum je „chabě zahalená parodie na Mikea Tysona, který se v průběhu let objevuje v epizodách“.
Podobně v roce 2004 ESPN.com vydal seznam 100 nejlepších sportovních momentů Simpsonových, v němž celou epizodu zařadil na 2. místo a uvedl: „V zápase s Tatumem se Homer představí jako Brick Hithouse (a je také známý jako Southern Dandy) a při jeho odchodu do ringu zní ‚Why Can't We Be Friends?‘ “. Drederick Tatum se v seznamu umístil na osmnáctém místě. Naopak autoři knihy I Can't Believe It's a Bigger and Better Updated Unofficial Simpsons Guide, Warren Martyn a Adrian Wood, díl označili za „nejnudnější epizodu s jedním vtipem z celého seriálu“.